# أنطونيو مارين مولينا
أنطونيو مارين مولينا (بالإسبانية: Antonio Marín Molina)‏ (17 يونيو 1996 في إسبانيا - ) هو لاعب كرة قدم إسباني في مركز الدفاع. شارك مع منتخب إسبانيا تحت 16 سنة لكرة القدم ومنتخب إسبانيا تحت 17 سنة لكرة القدم ومنتخب إسبانيا تحت 18 سنة لكرة القدم ومنتخب إسبانيا تحت 19 سنة لكرة القدم. أما مع النوادي، فقد لعب مع نادي ألميريا ونادي ألميريا ب.

## وصلات خارجية
- أنطونيو مارين مولينا على موقع الاتحاد الأوربي (الإنجليزية)
- أنطونيو مارين مولينا على موقع قاعدة بيانات كرة القدم.إي يو (الإنجليزية)
- أنطونيو مارين مولينا على موقع Soccerway.com (الإنجليزية)
- أنطونيو مارين مولينا على موقع AS.com (الإسبانية)